# Charlot artiste peintre
Pour plus de détails, voir Fiche technique et Distribution.
Charlot artiste peintre (The Face on the Bar Room Floor) est une comédie burlesque américaine de et avec Charlie Chaplin, sortie le 10 août 1914. Ce film est une parodie du poème The Face on the Bar Room Floor du poète Hugh Antoine d'Arcy.

## Synopsis
Un vagabond rentre dans un bar et raconte que par le passé il fut un artiste peintre réputé et prospère. Il explique son déclin par la perte de sa bien-aimée Madeleine qui le quitta pour un de ses amis. Pour illustrer ses propos, il commence à dessiner à la craie sur le sol du bar le visage de Madeleine. Mais il est trop ivre, et son dessin est lamentable. Il se fait alors jeter dehors par les clients du bar.

## Fiche technique
- Réalisation et scénario : Charles Chaplin
- D'après le poème d'Hugh Antoine d'Arcy
- Photo : Frank D. Williams
- Producteur : Mack Sennett
- Distribution : Mutual Film
- Format : noir et blanc - Muet - 1,33:1
- Durée : 14 minutes (1 bobine)
- Pays de production:  États-Unis
- Langue : intertitres originaux en anglais
- Date de sortie : 
  - États-Unis : 10 août 1914

## Distribution
- Charlie Chaplin : le peintre
- Cecile Arnold : Madeleine
- Fritz Schade : un client du bar
- Vivian Edwards : le modèle
- Chester Conklin : un client du bar
- Harry McCoy : un client du bar
- Hank Mann : un client du bar
- Wallace MacDonald : un client du bar
- Charles Bennett : un marin (non crédité)
- Jess Dandy : l'ancien amoureux de Madeleine (non crédité)
- Frank Opperman : un buveur (non crédité)
- Josef Swickard : un buveur (non crédité)